# Sainte-Croix-du-Verdon
Sainte-Croix-du-Verdon település Franciaországban, Alpes-de-Haute-Provence megyében. Lakosainak száma 115 fő (2022. január 1.). Sainte-Croix-du-Verdon Montagnac-Montpezat, Moustiers-Sainte-Marie, Roumoules, Baudinard-sur-Verdon, Bauduen és Les Salles-sur-Verdon községekkel határos.

## Népesség
A település népessége az elmúlt években az alábbi módon változott:
| Lakosok száma | 107  | 77   | 87   | 149  | 122  | 120  | 119  | 119  | 117  | 115  |
|               | 1968 | 1982 | 1990 | 2006 | 2013 | 2015 | 2017 | 2019 | 2020 | 2022 |